# Sellia
Sellia (griechisch Σελλιά (n. pl.)) ist ein Dorf auf der Insel Kreta und liegt drei Kilometer von dem bekannten Urlaubsort Plakias entfernt in etwa 280 m Höhe am Südhang des Kryoneritis-Gebirgszuges. Es gehört zum Gemeindebezirk Finikas der Gemeinde Agios Vasilios im Regionalbezirk Rethymno. Sellia hat insgesamt 540 Einwohner, wovon 316 im Hauptdorf wohnen, 143 in Plakias und 81 in Souda (laut der Volkszählung von 2011). Durch das Dorf führt die Küstenstraße vom Ausgang der Kotsifou-Schlucht nach Chora Sfakion.

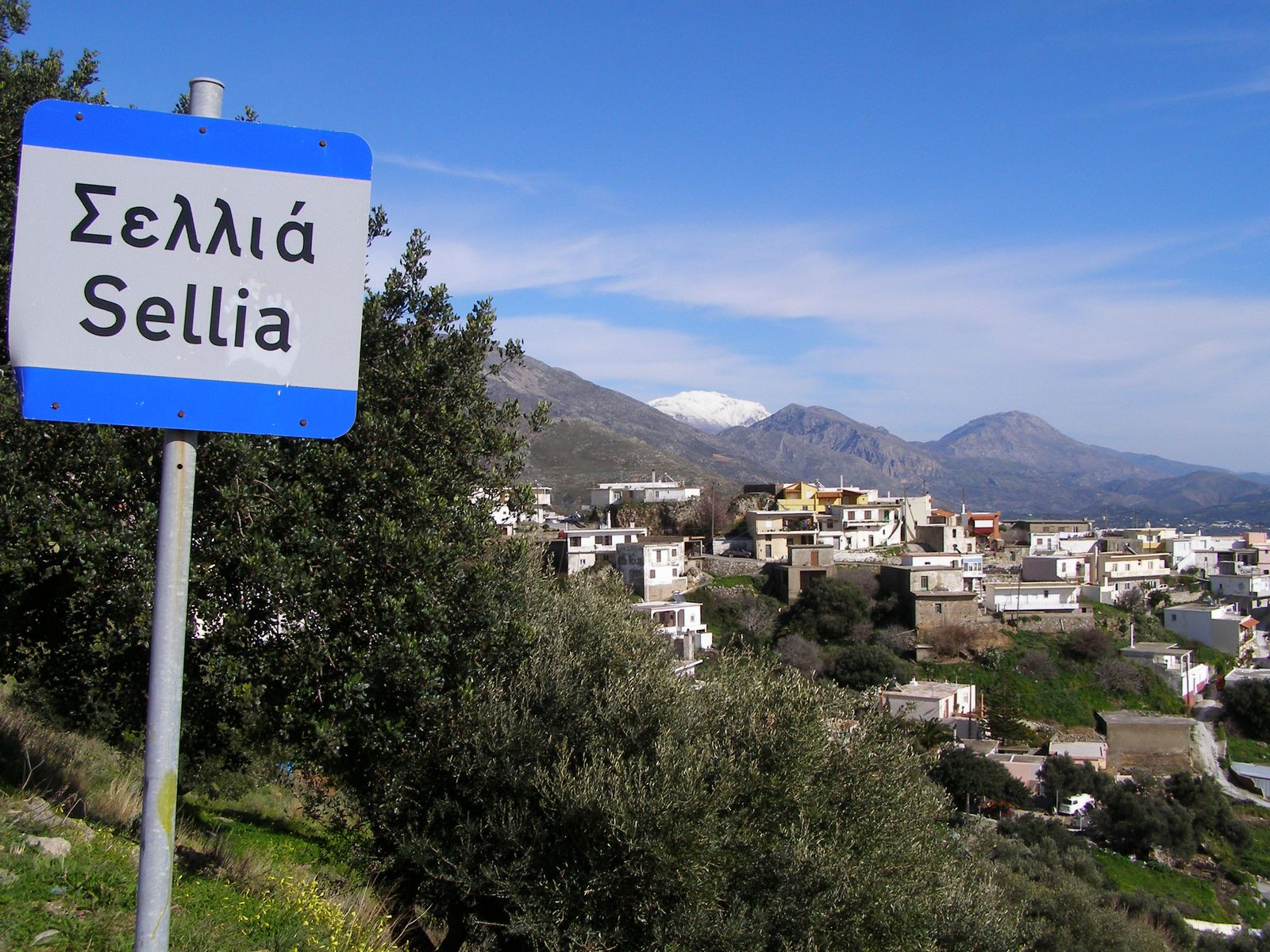
Sellia Ortseingang vom Westen her

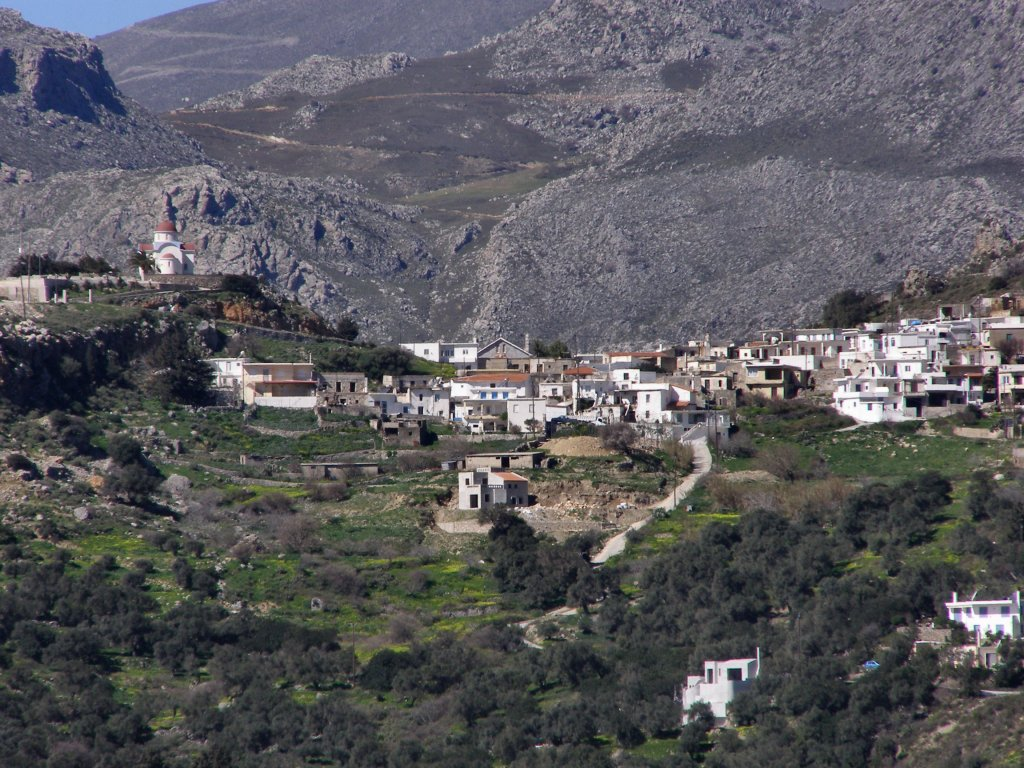
Sellia von Myrthios aus gesehen

Sellia blickt auf eine lange Vergangenheit zurück. Zum ersten Mal schriftlich unter diesem Namen erwähnt ist der Ort in einer venezianischen Volkszählung aus dem Jahr 1577. Jedoch gibt es gesicherte Erkenntnisse, die eine durchgehende Besiedlung des heutigen Gemeindegebietes spätestens ab der minoischen Zeit belegen. Volksetymologisch wird der Name von „Sella“ („Sattel“) abgeleitet, was auch der kretischen Aussprache entspricht. Das Dorf liegt tatsächlich wie ein Sattel auf dem Berg.
Sellia hat trotz der Nähe zu Plakias seinen traditionellen Charakter bewahrt. Im Winter können zwei Olivenölfabriken besichtigt werden, die Käserei von Sellia ist über die Grenzen der Gemeinde hinaus für ihren Graviera, einen Hartkäse, und ihren Feta bekannt. Mehrere Kafenia laden zu einer kleinen Rast ein, die einzige Taverne bietet traditionelle kretische Küche.
Ebenfalls lohnt ein Besuch bei den drei Künstlern des Ortes: Fantasievolle Schmuckkreationen aus Silber, außergewöhnliche Holzskulpturen und meist Kreta-bezogene Ölgemälde können am Hauptplatz des Ortes bewundert werden.
Auch die beiden Hauptkirchen des Ortes sind sehenswert. Die jüngere von beiden, dem Heiligen Georg geweiht, ist von weitem zu sehen und dient als Friedhofskirche. Die ältere befindet sich im Dorf selbst und trägt den Namen „Mariä Himmelfahrt“. Ihr Bau wurde laut Inschrift 1886 beendet, und 2005 wurden im Innen- und Außenbereich aufwendige Restaurierungsarbeiten durchgeführt. Derzeit sind Maßnahmen zur baulichen Erhaltung im Gange, die wie die bereits ausgeführten Arbeiten in Abstimmung mit den archäologischen Behörden vorgenommen werden.
An der Stelle der älteren Dorfkirche gab es bereits vorher eine Kapelle, über deren Namen und Jahr der Erbauung keine gesicherten Erkenntnisse vorliegen. Lediglich ein Stein mit der Jahresinschrift 1832 und einige ältere, inzwischen restaurierte Ikonen, erinnern daran.